# Pétrole en Afrique
 (mars 2019).
 (mars 2019).
L'exploitation du pétrole en Afrique est une source de revenu majeure pour certains pays.
Le pétrole est essentiellement exploité grâce à des investissements extra-continentaux.

## Chronologie des découvertes
En Afrique occidentale, les premiers pays à prendre connaissance de leurs ressources sont le Gabon, le Congo belge et le Cameroun dans les années 1930-1940. Suivront l’Angola et le Nigeria. Cette prise de connaissance des ressources est plus tardive que dans le golfe Persique, où les premiers gisements ont été exploités dès la première décennie du xxe siècle. Le pétrole en Afrique du Nord est découvert dans les années 1950. L’Algérie et la Libye, qui sont respectivement troisième et quatrième producteurs africains en 2017 après le Nigeria et l'Angola, découvrent leurs premiers gisements en 1956. Par la suite, des entreprises européennes vont s'y intéresser.

## Les entreprises pétrolières
Les premières compagnies pétrolières se mettent en place dans les années 1930[Passage contradictoire]. Shell et BP au Nigeria, Elf au Gabon et au Congo[Lequel ?], et Chevron en Angola sont les premières compagnies pétrolières à s'implanter en Afrique.[réf. nécessaire]
L’exploitation va débuter dans les années 1950[Passage contradictoire]. Son intensité augmente après les chocs pétroliers de 1973 et 1978-1979. L’effervescence pétrolière qui règne en Afrique depuis la fin des années 1990 conduit à un renouvellement des acteurs.[source insuffisante].
Les européennes sont des majors. Shell est encore très bien implantée au Nigeria et reste toujours aussi présente au Gabon. BP a, quant à elle, une présence plutôt discrète en Afrique (essentiellement en Angola), depuis que ses installations au Nigeria ont été nationalisées dans les années 1970. Elf était historiquement très implantée au Gabon et au Congo[réf. souhaitée]. Depuis son absorption par Total[source détournée] en 1999, son implantation s'est étendue[réf. nécessaire].
L’essentiel de la compétition pétrolière se joue au Nigeria et en Angola.[réf. nécessaire]
Côté américain, Chevron Texaco (une major) est particulièrement présent en Angola et au Nigeria. Mais c’est l’arrivée d'ExxonMobil[réf. nécessaire] (autre major) dans le Golfe du Guinée au xxie siècle qui constitue l’élément le plus nouveau. ExxonMobil est la première entreprise privée du monde qui s’est solidement implantée au Nigeria, en Angola, en Guinée Équatoriale, au Tchad et à Sao Tomé-et-Principe. Elle a acquis des positions stratégiques [réf. nécessaire].
Les compagnies dites indépendantes, moins grandes que les majors, ont des origines diverses : américaines, australiennes, canadiennes ou européennes (Norvège, Danemark, Royaume-Uni, France, Espagne). Elles ciblent les pays ou les gisements d'où les majors sont absentes. Elles visent l'exploitation des gisements en fin de cycle, qui ne sont plus rentables pour les grandes compagnies, les activités de prospection pionnières qu’elles pourront elles-mêmes exploiter, comme en Mauritanie , ou revendre à des majors si elles n’ont pas les moyens de les exploiter, comme au Tchad[réf. nécessaire].

## Pays producteurs
Plusieurs pays africains bénéficient de revenus pétroliers. Les principaux producteurs sont le Nigéria (environ 1450 milliers de barils / jours), la Libye (environ 1360 milliers de barils/jour), l'Angola (1110 milliers de barils/jour) et l'Algérie (90 milliers de barils / jour). D'autres pays comme l'Egypte, la République du Congo , le Gabon, le Ghana ou le Tchad et dans une moindre proportion le Soudan, la Côte d'Ivoire, le Cameroun, le Niger et la Tunisie participent à la production de pétrole d'Afrique.
La part de cette production de pétrole dans le PIB des pays peut fortement varier entre les pays et dans le temps. Ainsi, la part du PIB tiré de l'exploitation des gisements de pétrole représente près de 34 % du PIB de la république du Congo contre 19,4 % en 2016. En 2023, la production de pétrole représentait 24,7 % du PIB de la Guinée Équatoriale et 66,1 % de ses exportations.
Les hydrocarbures représentent 93,6 % des exportations de l'Algérie soit près de 10 milliards de dollars US pour le premier trimestre 2018.

## Contentieux
Depuis que le continent africain accueille des multinationales pour exploiter son pétrole, des contentieux émergent[source détournée]. Le Nigeria a annoncé, en 2016, aux majors pétrolières présentes dans le pays (Chevron, Shell, Total…) qu’elles doivent 12,7 milliards de dollars US à l'État nigérian pour avoir dissimulé près de 57 millions de barils de pétrole.
En Afrique, dans les années 1980, le système juridique n'était pas aux normes internationales. La justice africaine n'avait alors pas assez de moyens pour négocier des contrats avec des multinationales. Les contrats restent avantageux pour les investisseurs et les exploitants car l'Afrique reste sous-équipée juridiquement.